# Ann Wauters
Ann Hilde Willy Wauters (Sint-Niklaas, 12 oktober 1980) is een voormalig Belgisch basketbalspeelster. Zij is voorzitster van de BOIC Atletencommissie.

## Spelerscarrière
Wauters werd vijfmaal verkozen tot Europese speelster van het jaar (jury samengesteld door La Gazzetta dello Sport) en was in 2005 de enige Europese die in de WNBA geselecteerd werd voor het All-Star team. Daarnaast won ze tien keer een nationaal kampioenschap.
Sinds 2020 is ze aan de slag als motivatie coach bij Sportspreker.
In augustus 2021 op de Olympische Spelen van Japan zette ze met de Belgian Cats een punt achter haar spelerscarrière. Ze speelde in totaal 123 wedstrijden voor de Belgische nationale basketbalploeg. Eind november dat jaar werd ze aangeduid als nieuwe voorzitster van de Atletencommissie van het BOIC.

## Trainerscarrière
In de zomer van 2022 ging Wauters aan de slag bij Chicago Sky als assistent-coach.

## Clubs als speler

### Europa
- 1992-1995:  Hermes Sint-Niklaas
- 1995-1998:  Osiris Aalst
- 1998-2004:  USVO Valenciennes
- 2004-2007:  ŽBK CSKA Samara
- 2007-2009:  ŽBK CSKA Moskou
- 2009-2010:  UMMC Jekaterinenburg
- 2012:  Ros Casares Valencia
- 2012-2013:  Galatasaray Medical Park
- 2013-2014:  UMMC Jekaterinenburg
- 2014-2015:  ESB Villeneuve-d'Ascq
- 2015-2015:  Castors Braine
- 2015-2016:  Galatasaray kadın basketbol takımı
- 2016-2017:  Abdullah Gül Üniversitesi SK
- 2017:  Yakın Doğu Üniversitesi
- 2019-2020:  Bellona Kayseri Basketbol

### WNBA
- 2000-2002: Cleveland Rockers[5]
- 2004-2005: New York Liberty
- 2008-2009: San Antonio Silver Stars
- 2012: Seattle Storm
- 2016: Los Angeles Sparks

### Azië
- 2003: Samsung Life Bichimi
- 2006: Samsung Seoul

## Palmares
- 1999: Belgisch speelster van het jaar
- 2001: Kampioen van Frankrijk (met USVO Valenciennes)
- 2001: Beker van Frankrijk (met USVO Valenciennes)
- 2001: MVP Euroleague Final Four (met USVO Valenciennes)
- 2001: Europees speelster van het jaar
- 2002: Kampioen van Frankrijk (met USVO Valenciennes)
- 2002: Beker van Frankrijk (met USVO Valenciennes)
- 2002: FIBA Euroleague Kampioen (met USVO Valenciennes)
- 2002: Open LFB Winner (met USVO Valenciennes)
- 2002: MVP Euroleague Final Four (met USVO Valenciennes)
- 2002: Europees speelster van het jaar
- 2003: Kampioen van Frankrijk (met USVO Valenciennes)
- 2004: FIBA Euroleague Kampioen (met USVO Valenciennes)
- 2004: MVP Euroleague Final Four (met USVO Valenciennes)
- 2004: Kampioen van Frankrijk (met USVO Valenciennes)
- 2004: Beker van Frankrijk (met USVO Valenciennes)
- 2004: Europees speelster van het jaar
- 2005: FIBA Euroleague Kampioen (met ŽBK CSKA Samara)
- 2005: Kampioen van Rusland (met ŽBK CSKA Samara)
- 2005: Europees speelster van het jaar
- 2006: Beker van Rusland (met ŽBK CSKA Samara)
- 2006: Kampioen van Rusland (met ŽBK CSKA Samara)
- 2006: Kampioen van Zuid-Korea (met Samsung Seoul)
- 2007: Beker van Rusland (met ŽBK CSKA Samara)
- 2008: Europees speelster van het jaar
- 2010: Kampioen van Rusland (met UMMC Jekaterinenburg)
- 2010: Beker van Rusland (met UMMC Jekaterinenburg)
- 2012: Kampioen van Spanje (met Ros Casares Valencia)
- 2012: FIBA Euroleague Kampioen (met Ros Casares Valencia)
- 2013: Beker van Turkije (met Galatasaray)
- 2015: FIBA EuroCup (met Villeneuve d'Ascq)
- 2016: WNBA Championship (met Los Angeles Sparks)
- 2017: Brons EK (met Belgian Cats)
- 2018: Halve finale WK (met Belgian Cats)
- 2021: Kwartfinale Olympische Spelen (met Belgian Cats)

## Trivia
In 2019 nam ze deel aan De Slimste Mens ter Wereld waarin ze 1 aflevering te zien was.
Op VTM nam ze in 2022 deel aan De Verraders en in 2023 nam ze samen met 10 andere Bekende Vlamingen deel aan Special Forces: Wie durft wint.